# Hermandad de la Yedra (Écija)
La Ilustre y Fervorosa Hermandad del Santísimo Cristo de la Yedra, Nuestra Señora de la Caridad, San Joaquín y Santa Ana, conocida popularmente como la "Hermandad de La Yedra", es una cofradía de la Semana Santa ecijana. Fundada en 1959 en la Iglesia de Santa Ana desde donde realiza estación de penitencia cada Lunes Santo.

## Historia
La antigua hermandad, fue instituida en 1589 en la entonces Ermita de Santa Ana. Nació con los títulos de Santo Ángel de la Guarda y Ecce Homo, adhiriendo más tarde, en los siglos XVII y XVIII las advocaciones de Cristo de la Humildad, Santa Ana, San Joaquín y Cristo de la Yedra.
Las primeras reglas fueron aprobadas por Bernardino Rodríguez el 14 de abril de 1589, y más tarde por Iñigo Lisiñana el día 7 de mayo de ese mismo año, haciendo su salida procesional la hermandad en la tarde del Martes Santo.
En 1615, la ermita de Santa Ana, que pronto se convertiría en convento de Terceros de San Francisco de Asís, amenazaba ruina, con lo que la cofradía del Ecce Homo, Humildad de Cristo, Santa Ana y Ángel de la Guarda suscribió un convenio con Mencia y Mariana Rojas y Guzmán, patronas del nuevo convento, para labrar su propia capilla dotada de bóveda de enterramiento en la iglesia que iba a edificarse.
El 28 de marzo de 1623, el licenciado Gaspar de Torres, vicario de Écija, informó que las hermandades de la Concepción, la Coronación y la del Ecce Homo se redujeran de la Semana Santa, ya que eran las más jóvenes y salían en días desacomodados para otras. Esta información sobre la dificultad de haber diez cofradías en Écija, llegó al licenciado Antonio Covarrubias que mandó reducir las diez existente a siete, quitando la de la Concepción, la Coronación y la del Ecce Homo, aunque le concedía una licencia para juntarse con alguna de las siete cofradías restantes.
La cofradía subsistió hasta que las iniciativas revolucionarias del siglo XIX motivaran su crisis y posterior disolución.
En 1959 un grupo de vecinos del barrio del puente de Écija, deciden fundar una nueva hermandad penitencial, adoptando la advocación de la yedra.
El 11 de mayo de 2015 el Cabildo General de Hermanos aprobó, junto a las nuevas reglas, el nuevo nombre de la Hermandad, añadiendo el título de Ilustre, cedido por la Duquesa de Almenara Alta, y las advocaciones de San Joaquín y Santa Ana como titulares de la Hermandad.

## Reseña artística
- El Santísimo Cristo de la Yedra es obra anónima, atribuido a Juan de Mesa o a la Escuela de Martínez Montañés desde antiguo. Fue restaurado  en 1960 por Francisco Buiza. Posteriormente, en 1993, se vuelve a restaurar por Rafael Amadeo Rojas, debido a una fisura y daños causados por xilófagos.
- La imagen de candelero de Nuestra Señora de la Caridad es obra de Francisco Buiza en 1961. Durante los primeros días del año 2002, se llevó a cabo la restauración de la Sagrada Imagen en las propias instalaciones de la Iglesia de Santa Ana por el imaginero ecijano Rafael Amadeo Rojas.
- La talla de San Juan Evangelista, aunque no forma parte del título de la cofradía, la Hermandad rinde culto a esta imagen. Es obra de José Francisco Blasco Rivero en 2007, aunque donada por la familia Arévalo Reyes.

## Marchas dedicadas
- Virgen de la Caridad (Jacinto Manuel Rojas Guisado)
- La Caridad del Puente (Luis Hidalgo Vega)

## Túnicas
Túnica y capillo verdes, capa blanca y cíngulo de esparto.

## Paso por Carrera Oficial
| Predecesor: El Cautivo (Domingo de Ramos) | Orden de entrada en Carrera Oficial (Lunes Santo) Única hermandad que realiza estación de penitencia este día | Sucesor: Santiago (Martes Santo) |

## Curiosidades
- La Hermandad goza de gran popularidad en su barrio del Puente.
- En 2009, cumplió su L Aniversario Fundacional, llevándose a cabo varios actos como la salida extraordinario del Santísimo Cristo de la Yedra y el Rosario de la Aurora de Nuestra Señora de la Caridad hacia la Parroquia de Santa María.
- La Hermandad residió en la Parroquia de Santa María durante ocho años por obras en su sede desde los años 1984 a 1992.
- Desde 2007, la Hermandad rinde culto a San Juan Evangelista, Patrón de la Juventud. Aunque no se incluye en el título corporativo, cada año preside un altar en la procesión del Corpus Christi.
- Nuestra Señora de la Caridad hizo su primera salida en 1962, sobre el paso de Nuestra Señora del Valle Coronada, la patrona; con el manto negro y bordado de Nuestra Señora de los Dolores (Hermandad de Santiago) y el resplandor de Nuestra Señora de la Esperanza (Hermandad del Confalón).
- Nuestra Señora de la Caridad  proseciona de forma extraordinaria un 11 de octubre en la Magna Mariana del 2015. Apoyando así el Voto Concepcionista de Écija. Lo hace acompañada por la banda de Santa Ana.

- Datos: Q5895420